# Поликарп (Сикорский)
Митрополи́т Полика́рп (в миру Пётр Дми́триевич Сико́рский; (20 июня [2 июля] 1875, Зеленьки, Киевская губерния — 26 июля 1953, Ольне-су-Буа, Франция) — с февраля 1942 предстоятель Украинской автокефальной православной церкви, восстановленной на территории Рейхскомиссариата Украина.

## Биография
Родился 20 июня 1875 года в семье священника в селе Зеленки Киевского уезда Киевской губернии (ныне Мироновский район Киевской области).
Окончил Уманское духовное училище; в 1898 году — Киевскую духовную семинарию. В 1906—1910 годах — вольнослушатель на юридическом факультете Киевского университета.
В 1908—1918 годах — столоначальник Киевской духовной консистории. С 1917 года — сотрудник в министерстве вероисповеданий петлюровского правительства (начальник департамента в Министерстве просвещения). После падения правительства Симона Петлюры уехал в Польшу, где вошёл в юрисдикцию Польской православной церкви.
Будучи в Польше, пострижен в монашество; 30 июля 1922 года рукоположён во иеромонаха архиепископом Волынским Дионисием (Валединским). В том же году был возведён в сан архимандрита. Занимался восстановлением монастырей, сильно пострадавшие от военных действий: Дерманского и Загаецкого на Волыни, Жировичского на Гродненщине. Был настоятелем Мстиславского собора во Владимире-Волынском.
Сторонник украинизации Православной церкви в Польше, поддерживал работу «просвит» и «украинских хат» в православных приходах Волынской епархии. В годы пребывания в Жировичском монастыре во время совершения богослужений и каждения храма архимандрит Поликарп демонстративно отказывался кадить Казанскую икону Божией Матери, мотивируя это словами: «Це не можна, це москальська!»
1 апреля 1932 года хиротонисан в Варшаве во епископа Луцкого, викария Волынско-Ровенской епархии. Хиротонию возглавил митрополит Варшавский Дионисий (Валединский).
После присоединения Западных Украины и Белоруссии к Советскому Союзу, в 1940 году был принят в Московскую патриархию и назначен епископом Владимиро-Волынским. Однако он принципиально отказался выехать в Москву для прохождения процедуры официального присоединения.
После начала немецкого вторжения в пределы Советского Союза епископ Поликарп вернулся в юрисдикцию Польской православной церкви, возглавляемой митрополитом Варшавским и всея Польши Дионисием (Валединским). Уже 11 августа 1941 года митрополит Дионисий возвёл Поликарпа (Сикорского) в сан архиепископа и назначил архиепископом Луцким и Ковельским.
В созданном 20 августа 1941 года Рейхскомиссариате Украина 24 декабря 1941 года митрополитом Дионисием (Валединским) был назначен «Временным администратором Православной автокефальной церкви на освобождённых землях Украины».
9—10 февраля 1942 года на Соборе в Пинске митрополит Варшавский Дионисий благословил возрождение иерархии УАПЦ в Рейхскомиссариате во главе с архиепископом Луцким и Ковельским Поликарпом (Сикорским); архиепископ Поликарп объявил себя главой Украинской православной автокефалии.
Определением Патриаршего местоблюстителя митрополита Сергия (Страгородского) «с собором русских архиереев» от 28 марта 1942 г. № 12 запрещён в священнослужении и предан «суду собора русских архиереев», с назначением ему двухмесячного срока «для представления в Московскую Патриархию своих оправданий, по рассмотрении которых с вызовом обвиняемого в присутствие суда, собор вынесет окончательное решение по делу».
28 мая 1943 года встречался с Генеральным комиссаром Волыни и Подолья Генрихом Шёне. Шёне отметил, что отдельные представители духовенства Автокефальной церкви агитируют против немцев, а украинское население ограничило помощь немецкой оккупационной администрации к минимуму. Он просил митрополита Поликарпа вмешаться в ситуацию и всеми возможными средствами успокоить население.
В 1944 году эвакуировался в Варшаву. В последних числах июля 1944 года выехал из Варшавы в Германию.
В Западной Европе он возглавил новообразованную Украинскую автокефальную православную церковь в Европе, объединявшую вокруг себя многих украинских эмигрантов второй волны. В 1946 году митрополит Поликарп вошёл в конфликт со многими архиереями УАПЦ в Европе, которые отказались признавать за ним право возглавления УАПЦ.
В 1946 году Собором архиереев своей юрисдикции был возведён в сан митрополита.
В 1950 году переселился во Францию и вплоть до своей смерти проживал недалеко от Парижа.
С 15 июля 1950 года по август 1951 года, по просьбе верных из Канады им временно возглавлялася Украинская греко-православная церковь Канады, пока здесь не были сформированы полноценные церковные структуры.
Скончался 26 июля 1953 года в Ольне-су-Буа, предместье Парижа.